# باولو (لاعب كرة قدم مواليد 1995)
باولو هو لاعب كرة قدم برازيلي في مركز الدفاع، ولد في 3 يناير 1995 في ساو باولو في البرازيل. لعب مع نادي باهيا ونادي بوا إيسبورت ونادي ميتييلاند.

## وصلات خارجية
- باولو (لاعب كرة قدم مواليد 1995) على موقع الاتحاد الأوربي (الإنجليزية)
- باولو (لاعب كرة قدم مواليد 1995) على موقع قاعدة بيانات كرة القدم.إي يو (الإنجليزية)
- باولو (لاعب كرة قدم مواليد 1995) على موقع قاعدة بيانات كرة القدم.إي يو (الإنجليزية)
- باولو (لاعب كرة قدم مواليد 1995) على موقع Soccerway.com (الإنجليزية)